# Embraer EMB 121 Xingu
Embraer EMB 121 Xingu là một máy bay hai động cơ tuabin phản lực cánh quạt được hãng Embraer của Brazil chế tạo. Thiết kế của kiểu máy bay này dựa trên EMB 110 Bandeirante, EMB 121 Xingu sử dụng thiết kế cánh và động cơ của EMB 110 Bandeirante trong khi thân lại hoàn toàn mới. EMB 121 bay lần đầu vào ngày 10-10-1976 và đi vào hoạt động vào ngày 20-5-1977 trong cả vai trò quân sự và dân sự.
Một phiên bản sửa đổi từ EMB 121, có tên là EMB 121A1 Xingu III, được giới thiệu vào 4-9-1981 với động cơ PT6A-42 mạnh hơn, tăng số ghế (8 hoặc 9 hành khách) và một sức chứa nhiên liệu lớn hơn.
Trước khi việc sản xuất ngừng vào tháng 8-1987, Embraer đã sản xuất 106 chiếc EMB 121, 51 chiếc được xuất khẩu cho các quốc gia ngoài Brazil. Ngày nay Không quân Pháp đang sử dụng nhiều nhất loại máy bay này với 43 chiếc hiện vẫn đang hoạt động.

## Các phiên bản
- VU-9: Phiên bản của Không quân Brazil.
- EMB 121A Xingu I: Phiên bản sử dụng động cơ Pratt & Whitney Canada PT6A-28
- EMB 121A1 Xingu II: Phiên bản sử dụng động cơ Pratt & Whitney Canada PT6A-135
- EMB 121V Xingu III: Phiên bản sử dụng động cơ Pratt & Whitney Canada PT6A-42
- EMB 123 Tapajós: Phiên bản sử dụng động cơ Pratt & Whitney Canada PT6A-45

## Quốc gia sử dụng

### Quân sự
Brasil
- Không quân Brazil

 Pháp
- Armee de l'Air (Không quân Pháp)
- Aviation Navale (Không quân Hải quân Pháp)

## Thông số kỹ thuật (EMB 121 Xingu II)

### Đặc điểm riêng
- Phi đoàn: 2
- Sức chứa: 8 hoặc 9 hành khách
- Chiều dài: 12.3 m (40 ft 3 in)
- Sải cánh: 14.1 m (46 ft 2 in)
- Chiều cao: 4.8 m (15 ft 10 in)
- Diện tích cánh: 27.5 m² (296.01 ft²)
- Trọng lượng rỗng: 3.620 kg (7.960 lb)
- Trọng lượng cất cánh: 5.670 kg (12.500 lb)
- Trọng lượng cất cánh tối đa: n/a
- Động cơ: 2× Pratt & Whitney Canada PT6A-135, 560 kW (750 shp) mỗi chiếc

### Hiệu suất bay
- Vận tốc cực đại: 465 km/h (251 knots, 289 mph)
- Tầm bay: 2.278 km (1.230 nm, 1.415 mi)
- Trần bay: 8.535 m (28.000 ft)
- Vận tốc lên cao: 549 m/min (1.800 ft/min)
- Lực nâng của cánh: n/a
- Lực đẩy/trọng lượng: n/a

### Máy bay có cùng sự phát triển
- Embraer EMB 110
- Embraer EMB 120

### Máy bay có tính năng tương đương
- Beechcraft King Air

### Trình tự thiết kế
EMB 110 - 
EMB 120 - 
EMB 121 - 
ERJ 135 - 
ERJ 140 - 
ERJ 145 -